# Павловка (Новоукраинский район)
Павловка (укр. Павлівка) — село в Марьяновской сельской общине Новоукраинского района Кировоградской области Украины.
До 2020 года входило в Маловисковский район
Население по переписи 2001 года составляло 164 человека. Почтовый индекс — 26240. Телефонный код — 5258. Код КОАТУУ — 3523183607.